# Arthur Pougin

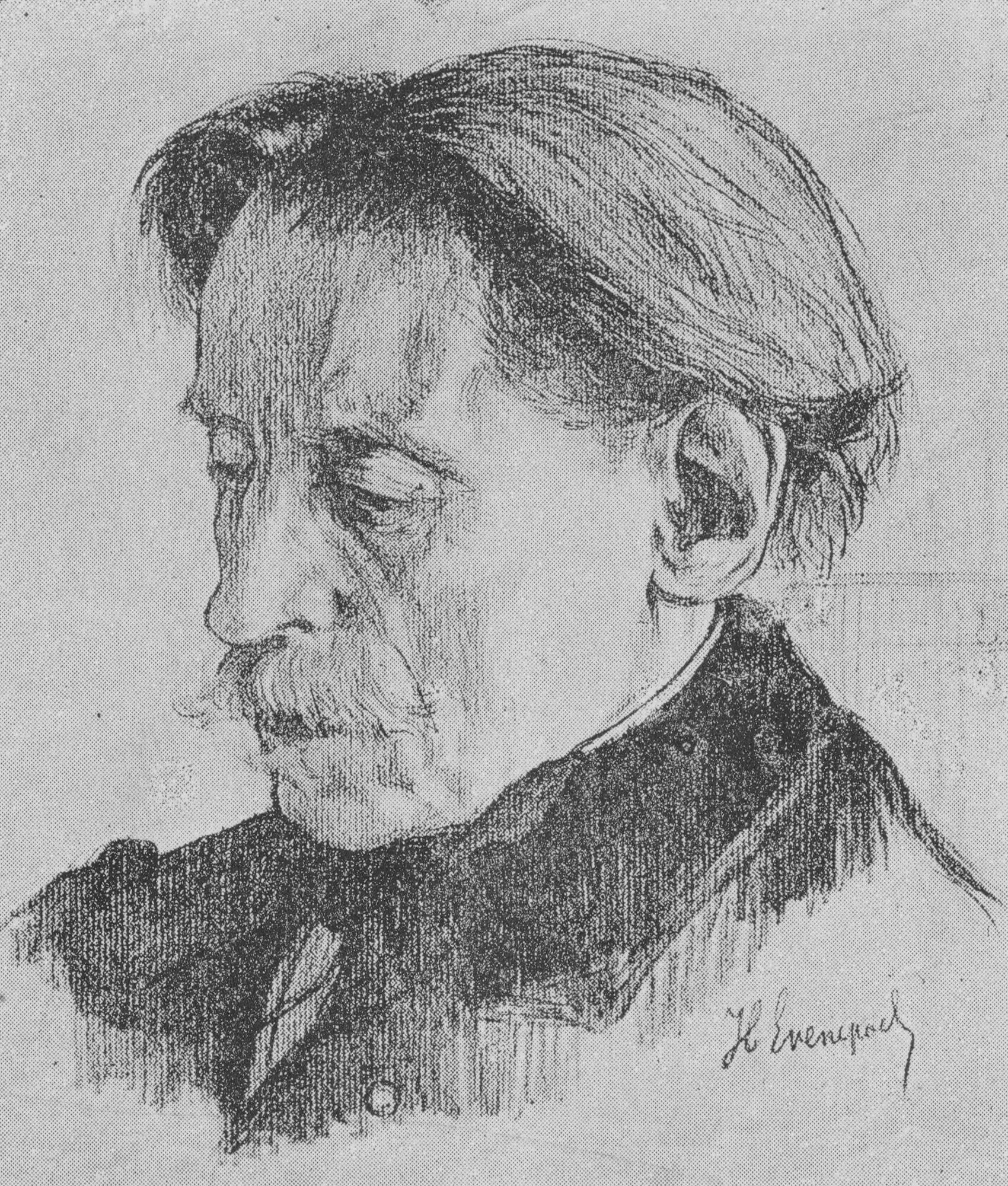
Arthur Pougin.

François Auguste Arthur Pougin (egentligen Paroisse-Pougin), född den 6 augusti 1834 i Châteauroux, död den 8 augusti 1921 i Paris, var en fransk musikskriftställare.
Pougin studerade violinspel för Alard och harmonilära för Reber. Han tjänstgjorde 1855–1863 som kapellmästare och violinist vid Paristeatrar, varefter han uteslutande ägnade sig åt litterär verksamhet, mestadels av musikaliskt innehåll. 
Som musikrecensent var Pougin varit medarbetare i Soir, Tribune, Événement och Journal officiel samt olika musiktidningar; han blev 1885 redaktör av  Ménestrel. Av hans större verk kan nämnas Musiciens français du XVII:e siécle (1862), De la littérature musicale en France (1867), L'opéra-comique pendant la revolution (1891) och Essai historique sur la musique en Russie (1903). 
Därjämte skrev han 1864–1912 en mängd musikerbiografier (Meyerbeer, Halévy, Bellini, Grisar, Rossini, Auber, Boïeldieu, Rameau, Adam, Verdi, Méhul, J.J. Rousseau, Hérold, Monsigny, Malibran och Alboni) samt ett supplement till Fétis Biographie universelle .... des musiciens et cetera (1878–1881, 2 band).